# Armeńska Socjalistyczna Republika Radziecka
Armeńska Socjalistyczna Republika Radziecka, Armeńska SRR, radziecka Armenia (ros. Армянская Советская Социалистическая Республика, orm. Հայկական Սովետական Սոցիալիստական Հանրապետություն) – jedna z republik związkowych ZSRR. 
Powstała formalnie w listopadzie 1920, w wyniku agresji Rosji radzieckiej na Demokratyczną Republikę Armenii.
W pierwszym roku istnienia funkcjonowała w warunkach konfliktu wewnętrznego i prób odzyskania niezależności od Rosji i bolszewików.
W tym samym czasie władze radzieckie porozumiały się z Turcją w sprawie podziału terenów Armenii. Ustanowiono granicę, odpowiadającą tureckim zdobyczom terytorialnym uzyskanym przez Turcję w trakcie zwycięskiej dla niej wojny armeńsko-tureckiej (1920). Posiadanie tureckie zostało potwierdzone i utrwalone na mocy traktatów zawartych w Moskwie 16 marca 1921 oraz w Kars 13 października 1921.
W latach 1922–1936 Armeńska SRR wchodziła w skład ZSRR jako część Zakaukaskiej FSRR łącznie z Gruzińską SRR i Azerbejdżańską SRR. Po rozwiązaniu w 1936 Zakaukaskiej FSRR stała się bezpośrednio republiką związkową ZSRR.
W 1988 roku rozpoczęły się zamieszki na tle etnicznym, a następnie otwarty konflikt między Armeńską SRR a Azerbejdżańską SRR.
W 1991 r. w czasie rozpadu ZSRR, Armeńska SRR odłączyła się, tworząc niezależne państwo.